# Augustus FitzRoy (1716-1741)
Pour les articles homonymes, voir Augustus FitzRoy.
Lord Augustus FitzRoy (16 octobre 1716 – 24 mai 1741) est un officier britannique de la Royal Navy. Il sert pendant la Guerre de Succession d'Autriche, et est impliqué dans la capture du navire de ligne, Princesa, un combat important dans la guerre. Il est aussi le père de Augustus FitzRoy (3e duc de Grafton), qui devient Premier ministre du Royaume-Uni.

## Famille
Lord Augustus FitzRoy est né en Angleterre, le second fils de Charles FitzRoy (2e duc de Grafton) et Henrietta Somerset. Son grand-père, Henry FitzRoy (1er duc de Grafton), est le fils illégitime du Roi Charles II. Il fait ses études au Collège d'Eton en 1728.

## Débuts dans la Marine
FitzRoy sert dans la Marine Royale et atteint le grade de lieutenant en 1734. Il est nommé capitaine en 1736. En 1733 qu'il est stationné dans le Nord de l'Atlantique, et lors d'une visite à la Ville de New York, par la vertu de sa haute naissance, il est accueilli par le Gouverneur de New York, William Cosby. Il rencontre la fille du Gouverneur, Elizabeth, qu'il épouse en mars 1734. Il a déjà contracté un mariage à l'âge de 17 ans, que son père, le duc, a refusé de reconnaître. À la suite d'un adultère, Sir William poursuit FitzRoy, en demandant 5 000 livres de dommages et intérêts et un divorce. Le duc, choqué par son fils, promet à sa belle-fille "qu'il allait être bon avec elle et qu'il ne la laisserait jamais manquer de rien."
Son premier commandement est un navire de 40 canons, le HMS Eltham. Il est nommé capitaine de l'Eltham le 2 novembre 1736, et le reste jusqu'en novembre 1739. Le Eltham fait partie de l'escadre de George Clinton en Méditerranée, pendant la Guerre de l'oreille de Jenkins. En raison de l'accroissement des hostilités, Nicholas Haddock est nommé commandant en chef de l'escadron de la Méditerranée.

## Vie politique
FitzRoy devient député pour Thetford, le 10 février 1739 à une élection partielle. La circonscription est l'une de celles en grande partie contrôlées par son père. Ses fonctions militaires l'ont parfois tenu à l'écart du parlement, mais il vote avec le Gouvernement sur un projet de loi en janvier 1740.

## Commandant de l'Orford
En octobre/novembre 1739, Lord Augustus FitzRoy est nommé capitaine du navire de 70 canons HMS Orford. le 26 octobre 1740, une flotte de 30 navires navigue depuis l'Angleterre, sous les ordres de l'Amiral Sir Chaloner Ogle à l'appui de l'Amiral Edward Vernon dans les Antilles contre l'Espagne. HMS Orford, commandé par le capitaine Lord Augustus FitzRoy, faisait partie de cette flotte.
Il y a trois incidents notables pendant ce voyage : la capture d'un navire français, l'attaque d'un convoi français, et la capture du navire de guerre espagnol Princesa.
Le 18 avril 1740, l'Orford, HMS Kent et HMS Lenox naviguent au large de la côte du cap Finisterre. Ils rencontrent le navire espagnol Princesa. Les trois vaisseaux anglais étaient tous à 70 canons et la Princesa est un 74-canons, mais selon les sources, a seulement 64 canons. Le Princesa résiste plusieurs heures aux attaques. Après cinq ou six heures, et des dégâts considérables, le commandant espagnol, Parlo Augustino de Gera, se rend. Comme l'Orford est le plus proche, FitzRoy est le premier capitaine à atteindre le navire, et donc accepte la reddition. Cela cause une certaine consternation, en particulier avec Mayne, le commandant de la Lenox, comme le Lenox a été fortement impliqué dans les combats,,,."
L'Orford, sous le commandement de FitzRoy, navigue à Carthagène, dans la flotte de l'Amiral Vernon. L'Orford n'a qu'un petit rôle en aidant au blocus du port intérieur de Surgidero. FitzRoy écrit une lettre au duc de Richmond, en date du 25 avril 1741, à propos de l'échec de l'attaque sur le Fort San-Lazare.

## Mariage et descendance
Le capitaine Lord Augustus FitzRoy épouse Elizabeth Cosby, lors de sa visite à New York. Son père, William Cosby, est le gouverneur de New York. Ils se marient en mars 1734. Ils ont deux enfants:
- Augustus FitzRoy, 3e duc de Grafton (28 septembre 1735 – 14 mars 1811)
- Le lieutenant-général Charles FitzRoy (1er baron de Southampton) (25 juin 1737 – 21 mars 1797)

## La mort
Lord Augustus FitzRoy, à l'instar de nombreux agents en service dans les Antilles à l'époque, souffre des fièvres et les maladies causées par les mauvaises conditions de vie et de faibles normes de santé. FitzRoy est mort quelques jours après le début du voyage de retour de la flotte, le 24 mai 1741.